# アントファガスタ州

アントファガスタ州
II Región de Antofagasta

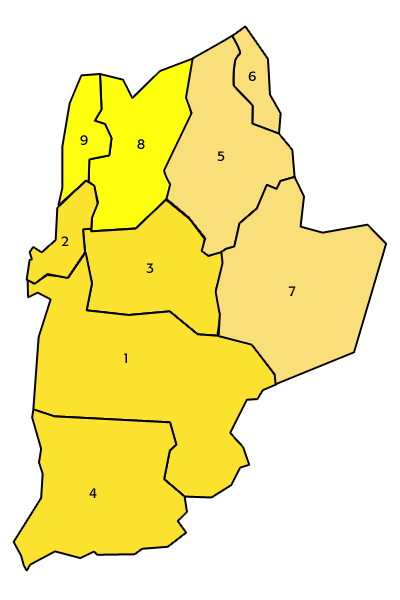
行政区、県

アントファガスタ州（アントファガスタしゅう、Región de Antofagasta）＝II州（第二州）は、チリ共和国の北部の州である。州都は、アントファガスタ（Antofagasta）。面積は126,049.1 km²、人口は607,534人（2017年国勢調査）。

## 歴史
ボリビア南部のポトシにあるセロ・リコ銀山の積み出し港としてコビハが発展したが、1868年のアリカ地震（M8.5 - Mw9.1。チリ沖地震の一つ）で壊滅。太平洋戦争 (1879年-1884年)でチリが併合。
2010年の日食の際には観測の数時間後にマグニチュード6.2の地震が発生した。

## 地理
北側にタラパカ州（I州）、南側にアタカマ州（III州）と接しており、東にはアルゼンチン共和国、ボリビア多民族国との国境、西側には太平洋に面している。チュキカマタ銅山（エルロア県）やカラコレス銀山（Caracoles silver mines）など、鉱物資源に恵まれている。

## 隣接州
- タラパカ州
- ポトシ県
- フフイ州
- サルタ州
- カタマルカ州
- アタカマ州

## 行政区分
アントファガスタ県(Antofagasta)、エルロア県(El Loa)、トコピジャ県(Tocopilla)の3つの県から構成される。